# 1999 ve sportu
Toto je přehled sportovních událostí konaných v roce 1999.

## Aerobic
Mistrovství světa v aerobiku 1999 – Hannover
- Muži: Park Kwang-Soo
- Ženy:  Yuriko Ito
- Páry:  Rusko
- Trio:  Brazílie

FISAF Mistrovství světa v aerobiku 1999 – Helsinki
- Muži: Claudio Franzen
- Ženy:  Tuuli Matinsalo
- Páry:  Česko
- Trio:  Česko

Mistrovství Evropy v aerobiku 1999 – Birmingham
- Muži: Olivier Florid
- Ženy:  Giovanna Lecis
- Páry:  Rusko
- Trio:  Rumunsko
- Skupiny:  Rumunsko

FISAF Mistrovství Evropy v aerobiku 1999 – Tours
- Muži: Sami Vaskola
- Ženy:  Tuuli Matinsalo
- Páry:  Česko
- Trio:  Česko

## Alpské lyžování
Mistrovství světa v alpském lyžování 1999
- Muži:
  - (Slalom):  Kalle Palander
  - (Obří slalom):  Lasse Kjus
  - (Kombinace):  Kjetil André Aamodt
  - (Sjezd):  Hermann Maier
  - (Super G):  Hermann Maier
- Ženy:
  - (Slalom):  Zali Steggallová
  - (Obří slalom):  Alexandra Meissnitzerová
  - (Kombinace):  Pernilla Wibergová
  - (Sjezd):  Renate Götschlová
  - (Sjezd):  Alexandra Meissnitzerová

Světový pohár v alpském lyžování 1998/99
- Muži

| Velký křišťálový glóbus: - Lasse Kjus |

Malé křišťálové glóbusy:
| Slalom - Thomas Stangassinger | Sjezd - Lasse Kjus | Obří slalom - Michael von Grünigen | Super G - Hermann Maier |

- Ženy

| Velký křišťálový glóbus: - Alexandra Meissnitzerová |

Malé křišťálové glóbusy:
| Slalom - Sabine Eggerová | Sjezd - Renate Götschlová | Obří slalom - Alexandra Meissnitzerová | Super G - Alexandra Meissnitzerová |

## Automobilový sport
Vytrvalostní závody:
- American Le Mans Series  Elliott Forbes-Robinson
- Sportovní vozy  Emmanuel Collard /  Vincenzo Sospiri
- Vozy GT  Karl Wendlinger /  Olivier Beretta

Formulové závody:
- CART  Juan Pablo Montoya
- Formule 1  Mika Häkkinen
- Formule 3000  Nick Heidfeld
- Formule Nissan  Fernando Alonso
- Formule Nippon  Tom Coronel
- IRL  Greg Ray
- Formule 3 v roce 1999

| Evropský pohár F3: - Benoit Treluyer | Středoevropský pohár F3: - Hanuš Lim | Skandinávská série F3: - Thed Björk |
| Jihoamerická série F3: - Hoover Orsi | Rakouský Pohár F3: - Andre Fibier    | Rakouská Trofej: - Christian Eigl   |

Národní šampionáty F3:
| Velká Británie - Marc Hynes | Německo - Christijan Albers  | Japonsko - Darren Manning | Francie - Sébastien Bourdais |
| Itálie - Peter Sundberg     | Řecko - Vassilli Papafilippo | Švédsko - Thed Björk      | Norsko - Ole Martin Lindum   |
| Švýcarsko - Jo Zeller       | Rakousko - Andre Fibier      | Rusko - Alberto Pedemonte | Mexiko - Eduardo Olvera      |

Cestovní vozy:
- NASCAR  Dale Jarrett

Rally:
- Rally  Tommi Mäkinen

## Florbal
- Mistrovství světa ve florbale žen 1999 –  Finsko
- European Cup 1999 – Muži:  Warbergs IC-85, Ženy:  Tapanilan Erä
- 1. florbalová liga mužů 1998/1999 – Tatran Střešovice
- 1. florbalová liga žen 1998/1999 – Tatran Střešovice

## Rugby
MS 1999 finále Austrálie - Francie 35:12  3.místo Jihoafrická republika - Nový Zéland 22:18

## Sportovní lezení

### Svět
- 5. Mistrovství světa ve sportovním lezení 1999
- 11. Světový pohár ve sportovním lezení 1999
- 6. Mistrovství světa juniorů ve sportovním lezení 1999

### Evropa
- 4. Evropský pohár juniorů ve sportovním lezení 1999